# Welterbe in der Elfenbeinküste
Zum Welterbe in der Elfenbeinküste gehören (Stand 2021) fünf UNESCO-Welterbestätten, darunter zwei Stätten des Weltkulturerbes und drei Stätten des Weltnaturerbes. Die Elfenbeinküste hat die Welterbekonvention 1981 ratifiziert, die erste Welterbestätte wurde 1981 in die Welterbeliste aufgenommen. Die bislang letzte Welterbestätte wurde 2021 eingetragen, eine Stätte steht auf der Liste des gefährdeten Welterbes.

## Welterbestätten
Die folgende Tabelle listet die UNESCO-Welterbestätten in der Elfenbeinküste in chronologischer Reihenfolge nach dem Jahr ihrer Aufnahme in die Welterbeliste (K – Kulturerbe, N – Naturerbe, K/N – gemischt, (G) – auf der Liste des gefährdeten Welterbes).
| Bild                               | Bezeichnung                                                        | Jahr | Typ   | Ref. | Beschreibung |
| ---------------------------------- | ------------------------------------------------------------------ | ---- | ----- | ---- | --- |
| Totalreservat Berg Nimba           | Totalreservat Berg Nimba (Lage)                                    | 1981 | N (G) | 155  | Naturschutzgebiet in den Nimbabergen, enthält mit dem Mont Richard-Molard oder Mont Nimba den mit 1752 Meter höchsten Berg von Guinea und der Elfenbeinküste, der auf der Grenze zwischen den beiden Staaten liegt. Durch politische Unruhen und deren Auswirkungen sowie den geplanten Abbau von Eisenerz in Guinea ist der Park in seinem Bestand gefährdet. (grenzüberschreitende Welterbestätte mit Guinea) |
| (weitere Bilder)                   | Nationalpark Taï (Lage)                                            | 1982 | N     | 195  | |
| Nationalpark Comoé                 | Nationalpark Comoé (Lage)                                          | 1983 | N     | 227  | |
| Historische Stadt von Grand-Bassam | Historische Stadt von Grand-Bassam (Lage)                          | 2012 | K     | 1322 | Historischer Stadtkern von Grand-Bassam, der ersten Hauptstadt der Elfenbeinküste |
| Moschee von Kong                   | Moscheen im sudanesischen Stil im Norden der Elfenbeinküste (Lage) | 2021 | K     | 1648 | Acht Lehmmoscheen in Tengréla, Kouto, Sorobango, Samatiguila, M’Bengué, Kong und Kaouara |

## Tentativliste
In der Tentativliste sind die Stätten eingetragen, die für eine Nominierung zur Aufnahme in die Welterbeliste vorgesehen sind.

### Aktuelle Welterbekandidaten
Mit Stand 2021 sind zwei Stätten in der Tentativliste der Elfenbeinküste eingetragen, die letzte Eintragung erfolgte 2006.
Die folgende Tabelle listet die Stätten in chronologischer Reihenfolge nach dem Jahr ihrer Aufnahme in die Tentativliste.
| Bild | Bezeichnung                              | Jahr | Typ | Ref. | Beschreibung |
| ---- | ---------------------------------------- | ---- | --- | ---- | ------------ |
| BW   | Nationalpark Îles Ehotilé (Lage)         | 2006 | N   | 2099 |              |
| BW   | Archäologischer Park von Ahouakro (Lage) | 2006 | K/N | 5087 |              |

### Ehemalige Welterbekandidaten
Diese Stätten standen früher auf der Tentativliste, wurden jedoch wieder zurückgezogen oder von der UNESCO abgelehnt.
Stätten, die in anderen Einträgen auf der Tentativliste enthalten oder Bestandteile von Welterbestätten sind, werden hier nicht berücksichtigt.
| Bild                      | Bezeichnung      | Jahr      | Typ | Ref. | Beschreibung                                                                             |
| ------------------------- | ---------------- | --------- | --- | ---- | ---------------------------------------------------------------------------------------- |
| BW                        | Koni (Lage)      | 1987–1988 | K   |      |                                                                                          |
|                           | Sukalas der Lobi | 1987–1988 | K   |      | Sukalas sind die von einer hohen Lehmmauer umgebenen traditionellen Wohnstätten der Lobi |
| traditionelle Pfahlbauten | Tiagba (Lage)    | 1987–1988 | K   |      | traditionelles Dorf an der Nordküste der Ébrié-Lagune                                    |